# Мост Дюсейбл
Мост ДюСейбл (англ. DuSable Bridge), ранее известный под названием Мост Мичиган-авеню (англ. Michigan Avenue Bridge) — раскрывающийся мост на Мичиган-авеню через реку Чикаго в центре города Чикаго (штат Иллинойс, США). Первый двухъярусный разводной мост в мире. Идея построить мост была озвучена в начале XX века как часть плана связать южную часть Чикаго и парки Норт-Сайда, построив широкий бульвар. Строительство моста началось в 1918 году. Открыт для движения в 1920 году, а отделочные работы завершились в 1928 году.
Проезд общественного транспорта осуществляется по верхнему ярусу, грузовые перевозки — по нижнему. Тротуары для пешеходов есть на каждом ярусе. Фиксированные цапфы моста с противовесами, на которых базируются поворотные механизмы, позволяют пропускать суда разного размера. Эта конструкция известна под названием «разводной мост чикагского типа» (англ. Chicago style bascule bridge).
Место, где сооружен мост известно с первых лет истории города, так как находится недалеко от гомстеда, принадлежавшего в 1780-х годах первому поселенцу города Жану-Батисту дю Саблю, и чуть южнее местонахождения важного форта Дирборн (англ. Fort Deerborn; 1803), то есть мест, с которых начиналось развитие города; фактически мост проложен в том месте, где находилась часть построек форта. События из истории Чикаго увековечены скульптурами и мемориальными досками на мосту и пристройках. Об этом рассказывают и экспонаты Музея реки Чикаго (англ. McCormick Bridgehouse & Chicago River Museum), расположенного в пристройке.

## Местоположение
Мост ориентирован с севера на юг и находится между районами Ниар-Норт и Луп. Его северный портал находится у начала Великолепной мили, между Ригли-билдинг и Трибьюн-тауэр. Южный портал находится на пересечении Мичиган-авеню и Уэкер-драйв. По соседству расположены мост Коламбус-драйв (англ. Columbus Drive Bridge) на востоке и мост Уобаш-авеню (англ. Wabash Avenue Bridge) на западе.

## Название
Историческое значение места было использовано как обоснование нескольких предложений по переименованию моста. В 1921 году Чикагское историческое общество предложило назвать мост в честь Жака Маркетта и Луи Жолье, а в 1939 году было предложено переименовать мост в Форт-Дирборн (англ. Fort Dearborn Bridge), однако эти предложения не были приняты.
В октябре 2010 года мост был переименован в Мост ДюСейбл в честь первого постоянного поселенца Чикаго. Этот пушной торговец африканского происхождения, Жан-Батист дю Сабль, в 1780-х годах женился на девушке из племени потаватоми и создал факторию в устье реки Чикаго.

## История
Бульвар, соединяющий парки на севере и юге Чикаго, был предложен ещё в 1891 году. Первый план предусматривал создание туннеля, связывающего Мичиган-авеню с северной частью. В 1903 году в передовице газеты «Chicago Tribune» было озвучено предложение возвести новый разводной мост на Мичиган-авеню. Другой план предполагал создание точной копии парижского Моста Александра III через Сену, ещё один — достройку второго яруса моста на Раш-стрит (англ. Rush Street Bridge).
Планы прокладки бульвара и строительства моста на Мичиган-авеню получили дальнейшее развитие в генеральном плане Чикаго Даниела Бёрнема, представленном в 1909 году. В 1911 году был выбран генплан, предусматривавший расширение Мичиган-авеню от Рэндолф-стрит до реки, замену моста на Раш-стрит новым мостом на Мичиган-авеню и строительство двухярусного бульвара вдоль Пайн-стрит до Огайо-стрит. Положение о финансировании строительства было принято в 1913 году, но Верховный суд штата Иллинойс заблокировал его. Второе постановление было принято в 1914 году, однако юридические баталии продолжались до конца 1916 года. Строительство, наконец, началось 15 апреля 1918 года, и мост был официально открыт на церемонии 14 мая 1920 года.
Мост является частью исторического микрорайона Мичиган-Уэкер (англ. Michigan-Wacker Historic District), включённого в Национальный реестр исторических мест (с 15 ноября 1978 года) и имеет официальный статус городской достопримечательностью (англ. Chicago Landmark) со 2 октября 1991 года.
В 2009 году на мосту были заменены тротуары и перила, сам мост был перекрашен. Дизайн новых декоративных перил был основан на первоначальном проекте 1920-х годов.

## Конструкция. Эксплуатация
Мост Мичиган-авеню — двухъярусный мост с цапфовой конструкцией и фиксированным противовесом. Проект разработан Инженерным бюро Чикагского департамента общественных работ под руководством Эдварда Беннетта (архитектор-консультант) и Уильяма А. Малкейхи (главный инженер-строитель). Считается, что он стал первым двухъярусным разводным мостом в мире.
Каждое из крыльев разделено продольно на две части, так что он функционирует как два отдельных моста, которыми можно управлять независимо друг от друга. Во время строительства мосты через р. Чикаго часто подвергались ударам судов, и такое устройство позволяет поднимать крылья для ремонта без необходимости полностью перекрывать движение через мост. Крылья состоят из 12 продольных стальных балок. Противовесы находятся под уровнем нижнего яруса палубы, и когда мост открыт, они опускаются на железобетонных трубах на 11 м ниже поверхности реки. Каждая из двух труб поддерживается 9 цилиндрическими опорами основания. Одна из этих опор была утоплена в скалу на 33 м ниже поверхности реки, остальные 17 опор погружены в плотный грунт. Противовесы сделаны из бетона и бетонного композита с штамповкой заклепок; каждый из четырех противовесов весит 1,4 тонны. Основная конструкция моста сделана из стали. Ежедневный максимальный пассажиропоток — около 30 000 человек.
Мостовые опоры и пристройки облицованы бедфордским камнем. Имеются четыре пристройки: в 2 размещены механизмы управления мостом, две являются чисто декоративными. Движением управляют два электродвигателя мощностью 108 л. с. каждый. Первоначально мост обслуживали 24 часа в сутки и открывали для пропуска судов до 3000 раз в год, но с 1970-х годов подъем моста осуществляется два раза в неделю весной и осенью, что позволяет парусникам проходить в озеро Мичиган и обратно; зимней навигации нет.

## Декор
В 1928 году стены пристроек, были украшены скульптурными панно с изображением сцен из истории Чикаго, заказанными Уильямом Ригли-младшим. Панно «Первооткрыватели» (англ. The Discoverers) выполнено Джеймсом Эрлом Фрейзером; на нем изображены Луи Жолье, Жак Маркетт, Рене-Робер Кавелье де Ла Саль и Анри де Тонти; На панно «Первопроходцы» (англ. The Pioneers) изображен Джон Кинзи, ведущий группу переселенцев через неизведанные места. Скульптуры на южных пристройках были заказаны Фондом памятников Бенджамина Ф. Фергюсона. Работа выполнена скульптором Генри Херингом. На панно «Оборона» (англ. Defense) изображен энсин Джордж Ронан в сцене из битвы за Форт Дирборн (1812); на панно «Возрождение» (англ. Regeneration) изображены рабочие, восстанавливающие город после Великого Чикагского пожара 1871 года.
Мост также украшен 28 флагштоками, обычно с флагами США, штата Иллинойс и города Чикаго. В особых случаях могут демонстрироваться и другие флаги.

## Музей
Юго-западная пристройка была превращена в музей реки и моста Чикаго (англ. McCormick Bridgehouse & Chicago River Museum), размещенный на 5 этажах, площадью 149 кв. м. Музей, открытый 10 июня 2006 года, назван в честь владельца Chicago Tribune и президента Чикагского санитарного округа Роберта Маккормика. Фонд Роберта МакКормика выделил 950 000 долларов на формирование музея. Он находится в ведении организации «Друзья реки Чикаго». Посетителям также разрешен доступ к «механической комнате» моста; во время подъема моста весной и осенью посетители могут увидеть механизмы в работе. Из-за небольшого размера помещений и узкой лестничной площадки в музей одновременно могут попасть только 79 человек.